# Демидович, Вадим Владимирович
Вади́м Влади́мирович Демидо́вич (бел. Вадзім Уладзіміравіч Дземідовіч; род. 20 сентября 1985, Брест) — белорусский футболист, нападающий. Является родным братом защитника Александра Демидовича.

## Клубная карьера
Начал карьеру в брестском «Динамо» как полузащитник. В 2010—2011 годах играл за гродненский «Неман», в основном на позиции нападающего.
В начале сезона 2012 попал в состав «Гомеля», а в августе того же года перешёл в «Торпедо-БелАЗ». Из-за травмы смог провести лишь 5 матчей за «Торпедо-БелАЗ» и в ноябре покинул клуб.
В январе 2013 года стал игроком бобруйской «Белшины». В «Белшине» сначала обычно выходил на замену, а в июле стал игроком стартового состава. Тогда же лучше проявил себя, забив 4 гола в трех матчах подряд. Позже снова потерял место в основе.
В январе 2014 года перешёл в новополоцкий «Нафтан». Вскоре закрепился в основном составе новополоцкого клуба на позиции центрального нападающего. С 9 голами стал лучшим бомбардиром клуба в сезоне 2014. В феврале 2015 года на год продлил контракт с «Нафтаном». В первой половине сезона 2015 забил 4 гола в 13 матчах, что снова стало лучшим показателем в команде на данном этапе.
17 июля 2015 года стало игроком жодинского «Торпедо-БелАЗ», где уже играл тремя годами ранее. В составе команды смог закрепиться в качестве основного нападающего. В январе 2016 года продлил контракт с клубом. В сезоне 2016 стал лучшим бомбардиром команды, забив 12 голов.
9 января 2017 заключил контракт с минским «Динамо». Не смог закрепиться в стартовом составе динамовцев, зачастую выходил на замену в конце встречи.
Летом 2017 года перешёл в клуб «Минск». Сначала выступал в основе «горожан», однако с октября играл за дублирующий состав. В ноябре того же года по истечении контракта покинул столичную команду.
В марте 2018 года начал тренироваться с минским «Торпедо» и вскоре подписал контракт. В 11 матчах за «Торпедо» забил два гола (оба с пенальти) и уже июне покинул команду. В августе 2018 года после просмотра стал игроком могилевского «Днепра». Прочно играл в основном составе могилевчан, но не забил ни одного гола и не смог спасти команду от вылета в первую лигу. В декабре 2018 года покинул могилевский клуб.
С января 2019 года находился на просмотре в брестском «Рухе» и в итоге подписал контракт. С 12 голами стал лучшим бомбардиром команды в сезоне и помог ей выйти в Высшую лигу.
В начале 2020 года завершил карьеру и перешёл на тренерскую работу в дублирующий состав «Руха».
В начале 2021 года как любитель начал выступать за «Брестжилстрой» во Второй лиге.

## Достижения
- Обладатель Кубка Белоруссии: 2006/07, 2015/16
- Обладатель Суперкубка Белоруссии: 2012

## Статистика
| Сезон    | Дивизион | Клуб            | Страна                    | Матчи | Голы |
| -------- | -------- | --------------- | ------------------------- | ----- | ---- |
| 2004     | Д1       | Динамо (Брест)  | Флаг Беларуси (1995—2012) | 1     | 0    |
| 2005     | Д1       | Динамо (Брест)  | Флаг Беларуси (1995—2012) | 4     | 1    |
| 2006     | Д1       | Динамо (Брест)  | Флаг Беларуси (1995—2012) | 17    | 1    |
| 2007     | Д1       | Динамо (Брест)  | Флаг Беларуси (1995—2012) | 15    | 0    |
| 2008     | Д1       | Динамо (Брест)  | Флаг Беларуси (1995—2012) | 12    | 0    |
| 2009     | Д1       | Динамо (Брест)  | Флаг Беларуси (1995—2012) | 13    | 2    |
| 2010     | Д1       | Неман (Гродно)  | Флаг Беларуси (1995—2012) | 29    | 5    |
| 2011     | Д1       | Неман (Гродно)  | Флаг Беларуси (1995—2012) | 31    | 5    |
| 2012 (1) | Д1       | Гомель          | Флаг Беларуси             | 13    | 2    |
| 2012 (2) | Д1       | Торпедо-БелАЗ   | Флаг Беларуси             | 5     | 0    |
| 2013     | Д1       | Белшина         | Флаг Беларуси             | 22    | 6    |
| 2014     | Д1       | Нафтан          | Флаг Беларуси             | 31    | 9    |
| 2015 (1) | Д1       | Нафтан          | Флаг Беларуси             | 13    | 4    |
| 2015 (2) | Д1       | Торпедо-БелАЗ   | Флаг Беларуси             | 11    | 5    |
| 2016     | Д1       | Торпедо-БелАЗ   | Флаг Беларуси             | 30    | 12   |
| 2017 (1) | Д1       | Динамо (Минск)  | Флаг Беларуси             | 7     | 0    |
| 2017 (2) | Д1       | Минск           | Флаг Беларуси             | 8     | 0    |
| 2018 (1) | Д1       | Торпедо (Минск) | Флаг Беларуси             | 11    | 2    |
| 2018 (2) | Д1       | Днепр (Могилёв) | Флаг Беларуси             | 11    | 0    |
| 2019     | Д2       | Рух (Брест)     | Флаг Беларуси             | 27    | 12   |